# Estella Hijmans Hertzveld
Estella Dorothea Salomea Hijmans-Hertzveld née à La Haye le 14 juillet 1837 et décédée à Arnhem le 4 novembre 1881, est une traductrice et poétesse néerlandaise d'origine juive.   

## Biographie

### Sa jeunesse et ses débuts en poésie
Le père d'Estella, Salomon Hartog Hertzveld (1806-1893), est greffier en chef au ministère des Finances et sa mère Devora Elka Halberstamm (1814-1904) s'occupe des six enfants de la famille. Son grand-père vient d'une famille de prestigieux rabbins, et est lui-même grand-rabbin d'Overijssel et de Drenthe de 1808 à 1864. Le père d'Estrella est quant à lui peu strict du point de vue religieux, il ne se rend pas souvent à la synagogue et ne tient pas un ménage cacher. Sa mère vient d'une famille juive éclairée de Varsovie. Malgré leur distance à la religion, ils élèvent Estrella et ses cinq frères et sœurs selon les valeurs traditionnelles juives. Elle et sa sœur Maria commencent à écrire et à traduire dès un âge précoce. Les poèmes d'Estella sont remarqués par le poète Carel Godfried Withuys (1794-1865) qui l'encourage et devient son mentor. Il l'aidera à se faire éditer. Elle est publiée pour la première fois à l'âge de quinze ans. Son poème Saül's Dood (La mort de Saül) parait en 1852 dans la revue Vaderlandsche Letter-Oefeningen, puis est présenté lors d'une réunion de la Société d'aide aux Israélites des Pays-Bas. Dès lors, Estella est reconnue comme poétesse dans les milieux juifs. 
Estella continue à publier des poèmes, principalement inspirés d'histoire biblique et mettant en exergue les vertus du judaïsme, comme Elias in de woestijn (Élie dans le désert) en 1853 ou De togt der Israëlieten door de Roode zee (Le passage des Israélites à travers la mer Rouge) en 1854. Ses poèmes sont publiés régulièrement dans Israëlitisch jaarboekje (Annuaire israélite) et dans Almanak voor het schoone en goede (Almanach du beau et du bon). Elle écrit aussi des poèmes sur des personnages historiques comme Ode à Marie-Thérèse d'Autriche.  
Elle entretient de bons contacts avec d'autres écrivains néerlandophones comme Geertruida Bosboom-Toussaint. Elle maîtrise l'allemand, l'anglais, le français, le norvégien, l'italien et l'hébreu et effectue des traductions de ces langues vers le néerlandais.  Elle traduit en 1858 de l'allemand Moïse sur le mont Nebo de l'écrivain Ludwig Philippson et en 1859 de l'anglais La crainte de Dieu de Grace Aguilar, avec l'aide de sa sœur Maria. L'écrivaine juive anglaise, Grace Aguilar qui a appelé les femmes juives à prendre leur destin en main, est un exemple pour Estella. Elle traduit aussi du norvégien des articles de Henrik Wergeland, un avocat pour l'ouverture des frontières de la Norvège aux émigrants juifs.    
Estella qui est très religieuse écrit des poèmes et des prières pour la consécration de la nouvelle synagogue d'Hardenberg en 1855 et de celle de Delft en 1862 où elle est invitée d'honneur, ainsi que pour l'inauguration d'une nouvelle école juive.

### Sa vie d'adulte et sa mort
Le 16 décembre 1863, elle épouse l'homme d'affaires Jacobus Hijmans (1816-1896), de vingt ans son ainé, propriétaire de la société de négoce des Indes orientales néerlandaises JaSuMij. La cérémonie religieuse se déroule dans la synagogue de Delft, pour laquelle Estella avait rédigé prières et poèmes. Le couple s'installe après à Arnhem. De leur union naitront trois garçons et trois filles, dont Hannah Biema-Hijmans (1864-1937), une politicienne très impliquée dans le mouvement féministe. Dès lors, Estella va principalement se consacrer à sa vie de famille et ses publications se font plus rares. Elle publie quand même plusieurs poèmes montrant son engagement social, comme Lied der negerin, één dag voor de vrijheid (Chant de la négresse pour un jour de liberté) qu'elle écrit en 1863 pour célébrer l'abolition de l'esclavage dans les colonies néerlandaises, ou son Het triomflied der beschaving (Le chant de triomphe de la civilisation) de 1866 dans lequel elle dénonce les horreurs de la guerre. En 1872, elle est cofondatrice et première présidente de l'Association générale des femmes de la région d'Arnhem, mais quitte son poste après la mort de son fils Willem à l'âge de quatre ans.  
Quelques années plus tard, on lui diagnostique la tuberculose. Elle séjourne en 1880 dans un sanatorium à Reichenthal en Haute-Autriche. Elle meurt en 1881 à 44 ans de la tuberculose et est enterrée au cimetière juif de Wageningue.  Sur sa tombe en marbre, Jacobus a fait graver le vers: « Réveille-toi, réveille-toi, Deborah, chante nous une chanson. »
Avant de mourir, Estella se consacre à mettre sur pied une anthologie de ses poèmes qui sera publiée après sa mort par son beau-frère George Belinfante, mari de sa sœur Maria.
Le portrait d'Estella Hijmans-Hertzveld a été peint aux environs de 1870 par le peintre néerlandais Jozef Israëls.